# Principális-csatorna
A Principális-csatorna Zala vármegyében, Misefán ered. Itt ered a Principális-völgy másik csatornája, a Foglár-csatorna is. Teljes hossza 57,5 kilométer. A csatornát a 19. században építették, hogy a lefolyástalan, mocsarak és lápok borította völgy vízfeleslegét levezesse. Vízbősége déli irányba dinamikusan nő. Nagykanizsán már 0,58 m³/s a középvízhozama. Az útja végén a Murába torkollik.
Pacsa és Nagykanizsa közötti szakaszán, keleti oldalán a 7527-es út kíséri.

## Árvíz

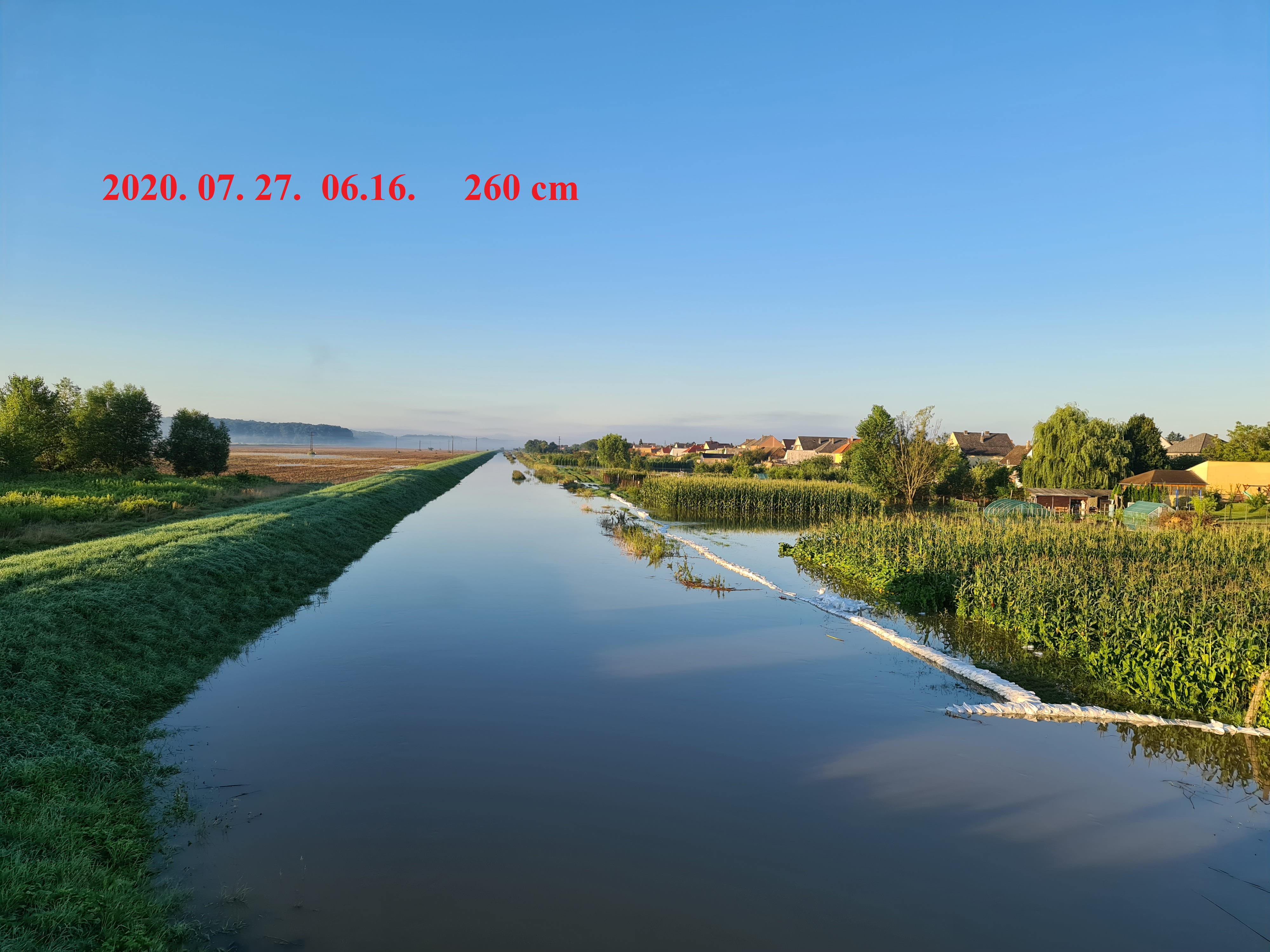
2020. július 27. ár rekord tetőzés

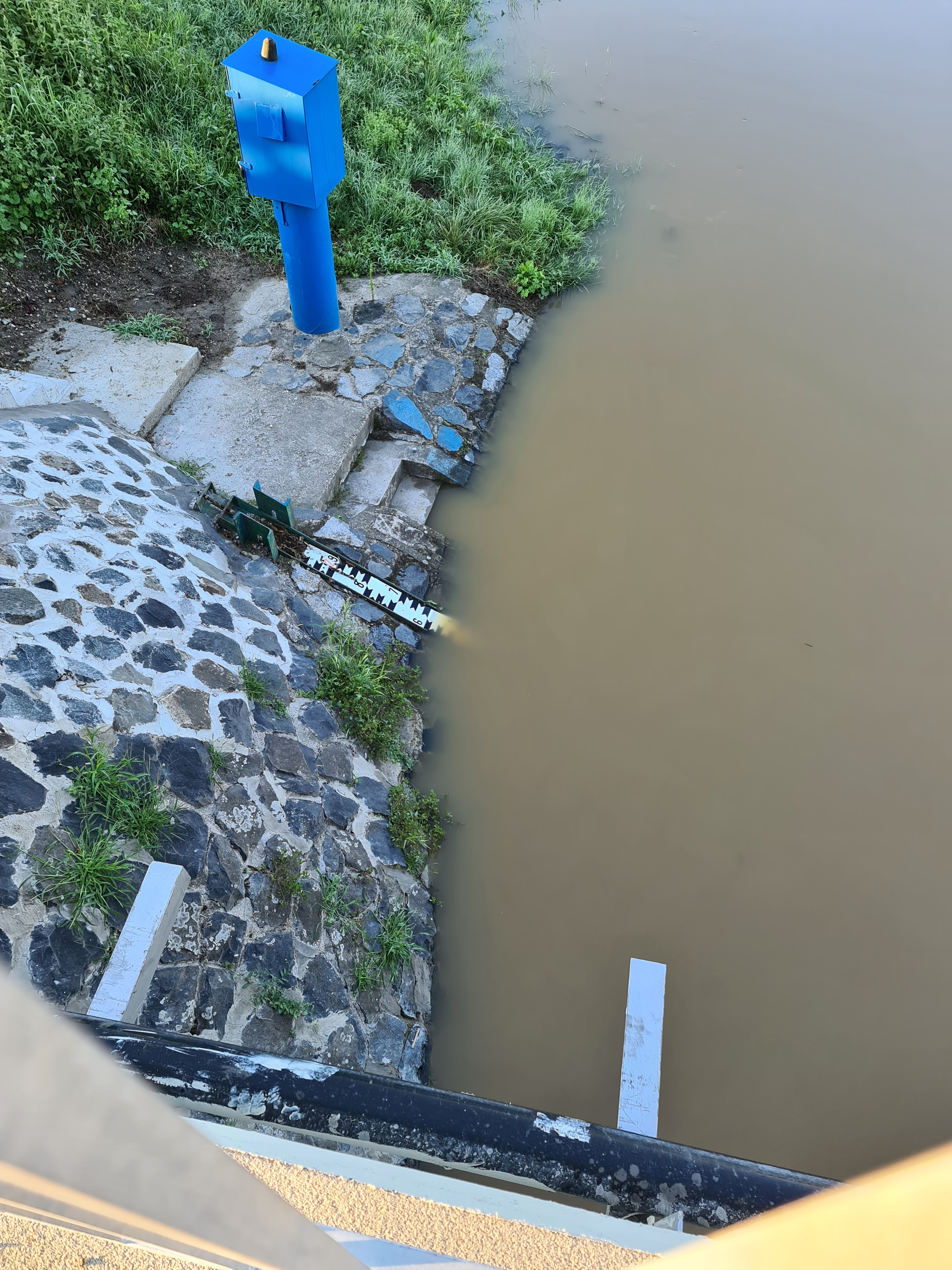
2020.07.27. mérő állás 260 cm

A Principális-csatorna vízszintje a távmérési adatok szerint 2014. szeptember 7-én reggel nyolc órakor 258 centiméteren állt Nagykanizsánál, ezzel megdőlt az 1993-ban mért 248 centiméteres legnagyobb vízszint. A 2020. július 25-i esőzés után 2020. július 27-én reggel rekord 260 centiméterrel tetőzött az ár Nagykanizsánál. 
A kiskanizsai városrészben mintegy száz lakóingatlan védelméért biztosították. Az érintett területen kiskerteket és a Camping út egy szakaszát öntötte el a víz.